# Blainville-Crevon
Blainville-Crevon ist eine französische Gemeinde mit 1.227 Einwohnern (Stand 1. Januar 2022) im Département Seine-Maritime in der Region Normandie. Sie gehört zum Kanton Le Mesnil-Esnard und zum Arrondissement Rouen. 

## Geographie
Die Gemeinde wird vom Flüsschen Crevon durchquert.
Sie ist umgeben von folgenden Nachbargemeinden:
| Morgny-la-Pommeraye    | Bierville                                   | Saint-Germain-des-Essourts   |
| La Vieux-Rue           | Kompassrose, die auf Nachbargemeinden zeigt | Catenay, Saint-Aignan-sur-Ry |
| Servaville-Salmonville | Grainville-sur-Ry                           | Elbeuf-sur-Andelle, Ry       |

## Bevölkerungsentwicklung
| Jahr      | 1962 | 1968 | 1975 | 1982 | 1990 | 1999 | 2008 | 2015 |
| --------- | ---- | ---- | ---- | ---- | ---- | ---- | ---- | ---- |
| Einwohner | 532  | 508  | 575  | 797  | 1096 | 1113 | 1129 | 1214 |

## Sehenswürdigkeiten

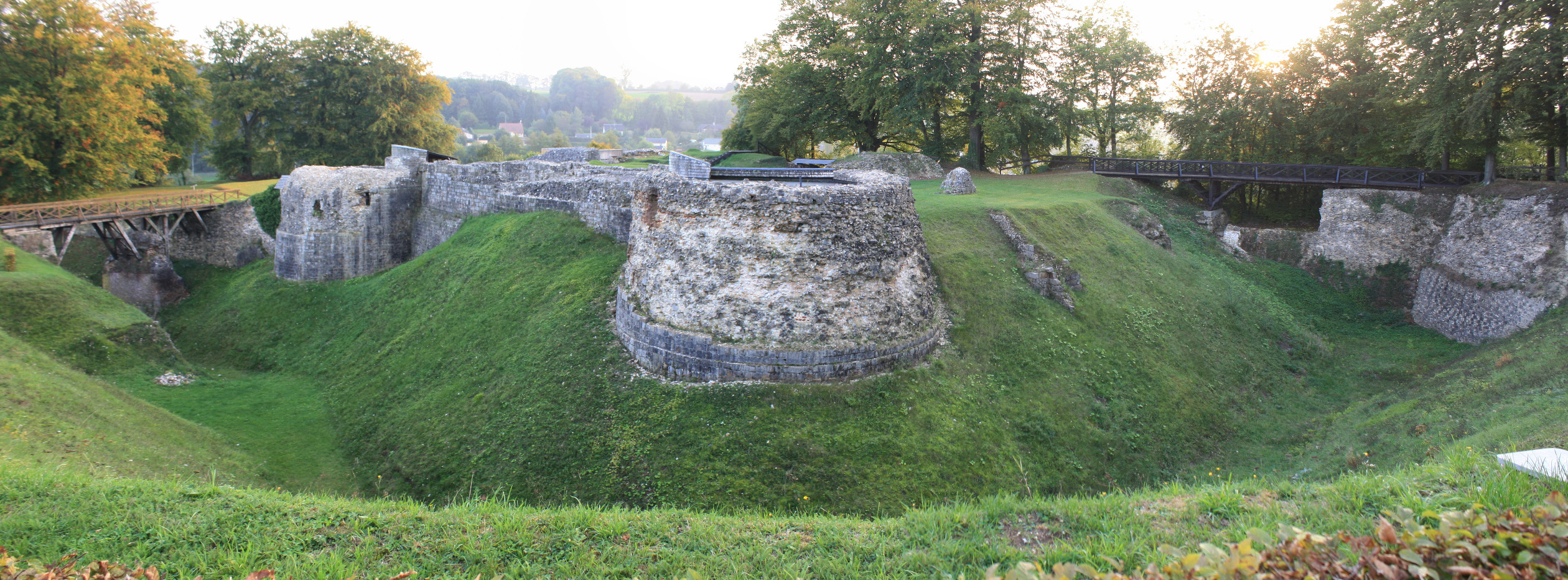
Burgruine, Monument historique seit 1977
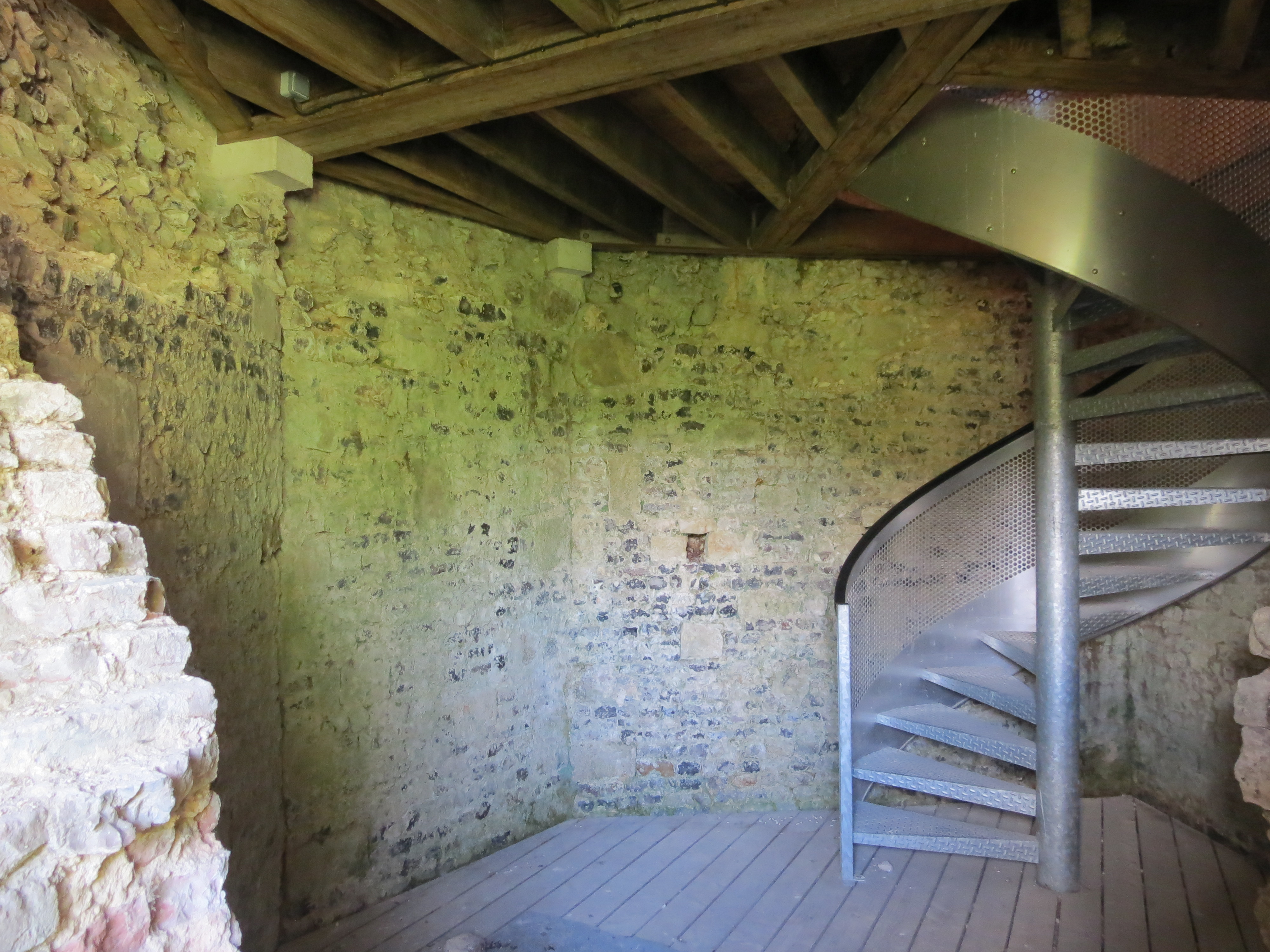
Innenansicht der Burgruine
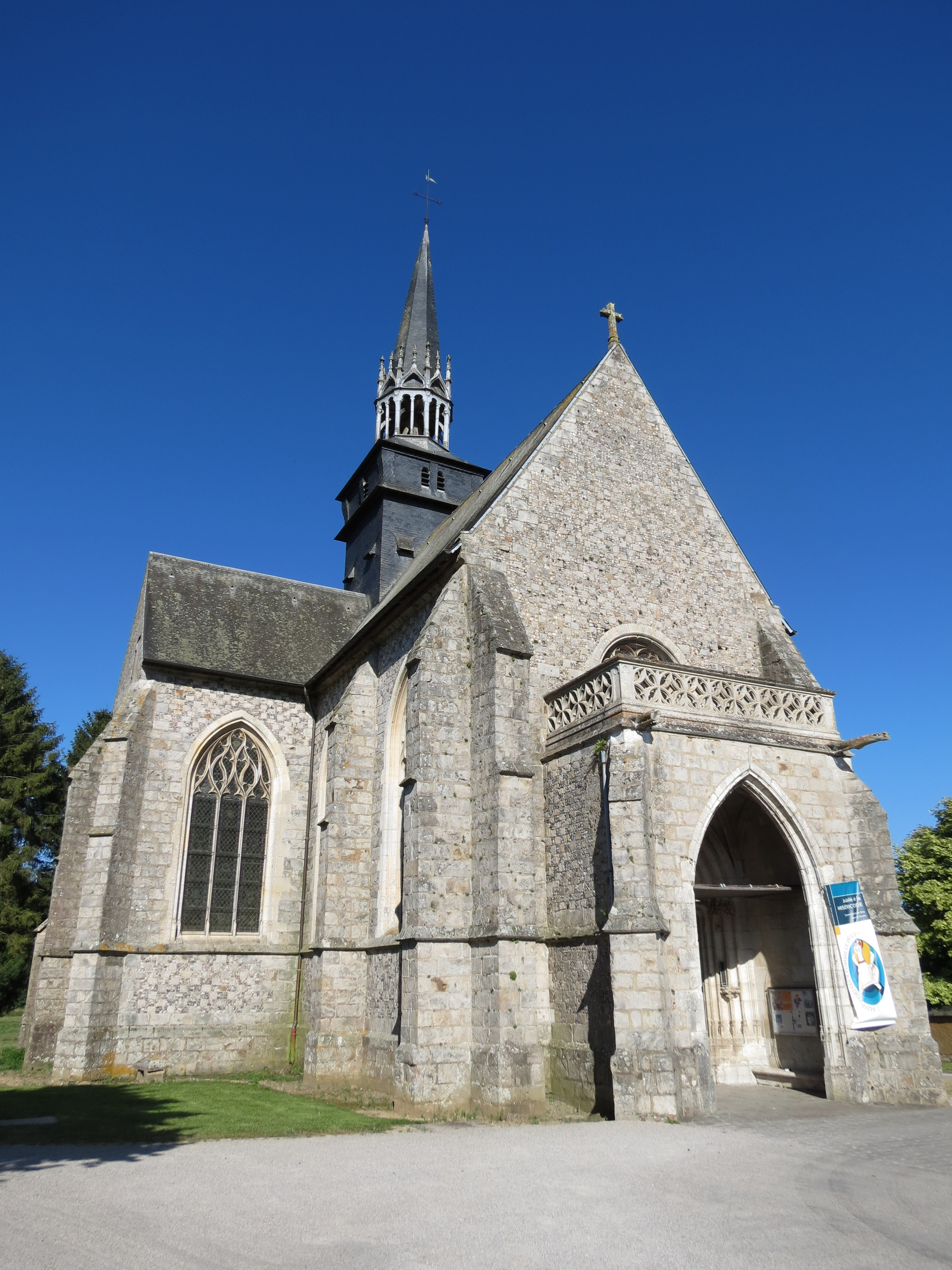
Die romanische Kirche Saint-Michel, Monument historique seit 1947
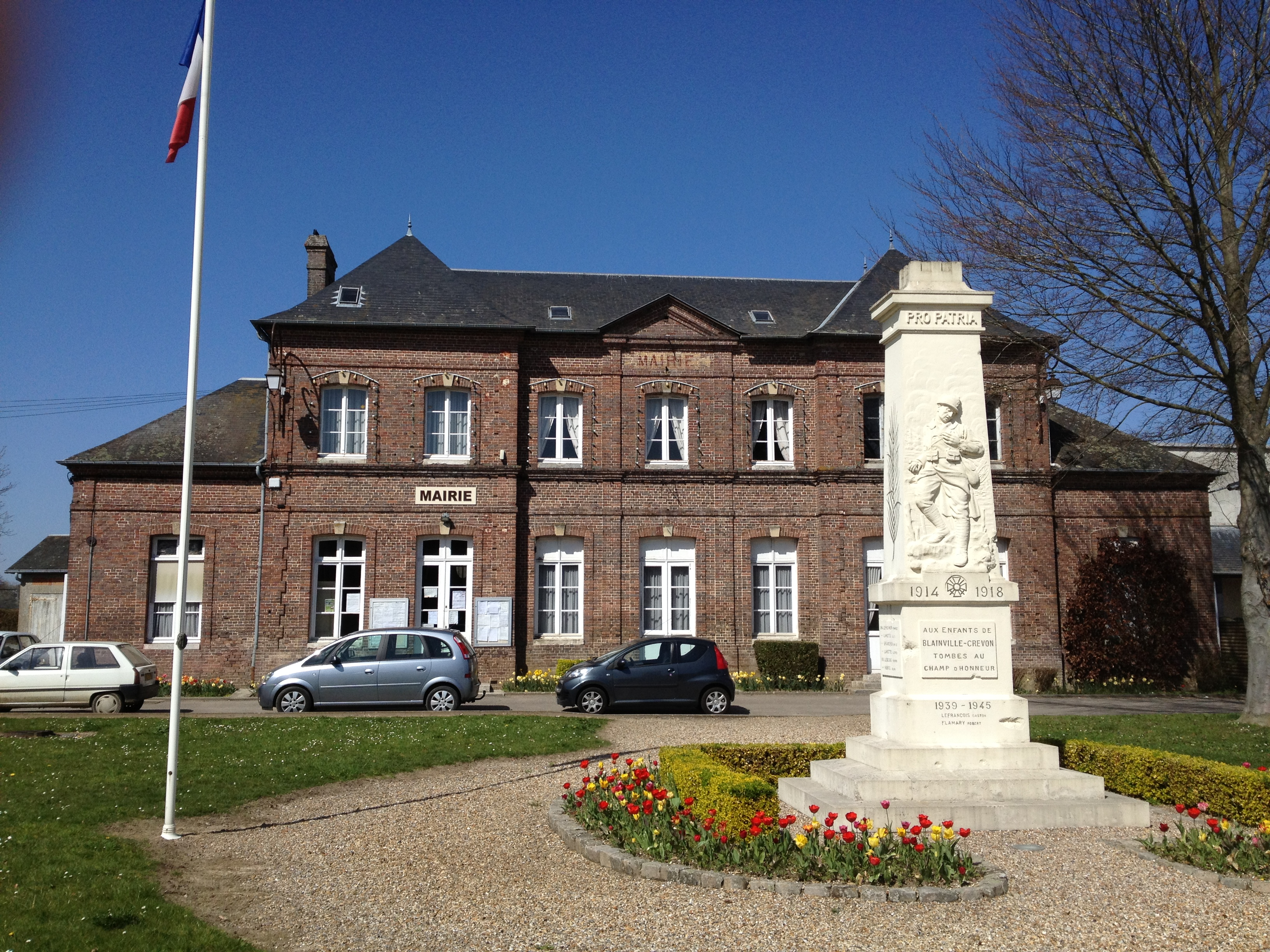
Die Mairie und das örtliche Kriegerdenkmal

## Persönlichkeiten
Der Künstler Marcel Duchamp (1887–1968) und seine Schwester Suzanne Duchamp-Crotti (1889–1963) sind in Blainville-Crevon geboren.